# 突吻眶燈魚
突吻眶灯鱼（学名：Diaphus minax）为輻鰭魚綱燈籠魚目灯笼鱼科的其中一種，分布於西大西洋區的古巴海域，屬深海魚類，棲息深度可達476公尺。

## 扩展阅读
維基物種上的相關：突吻眶灯鱼